# Société norvégienne de géographie
La société norvégienne de géographie (Norske geografiske Selskab en norvégien) est une société savante norvégienne, fondée en 1889.